# Tignanello

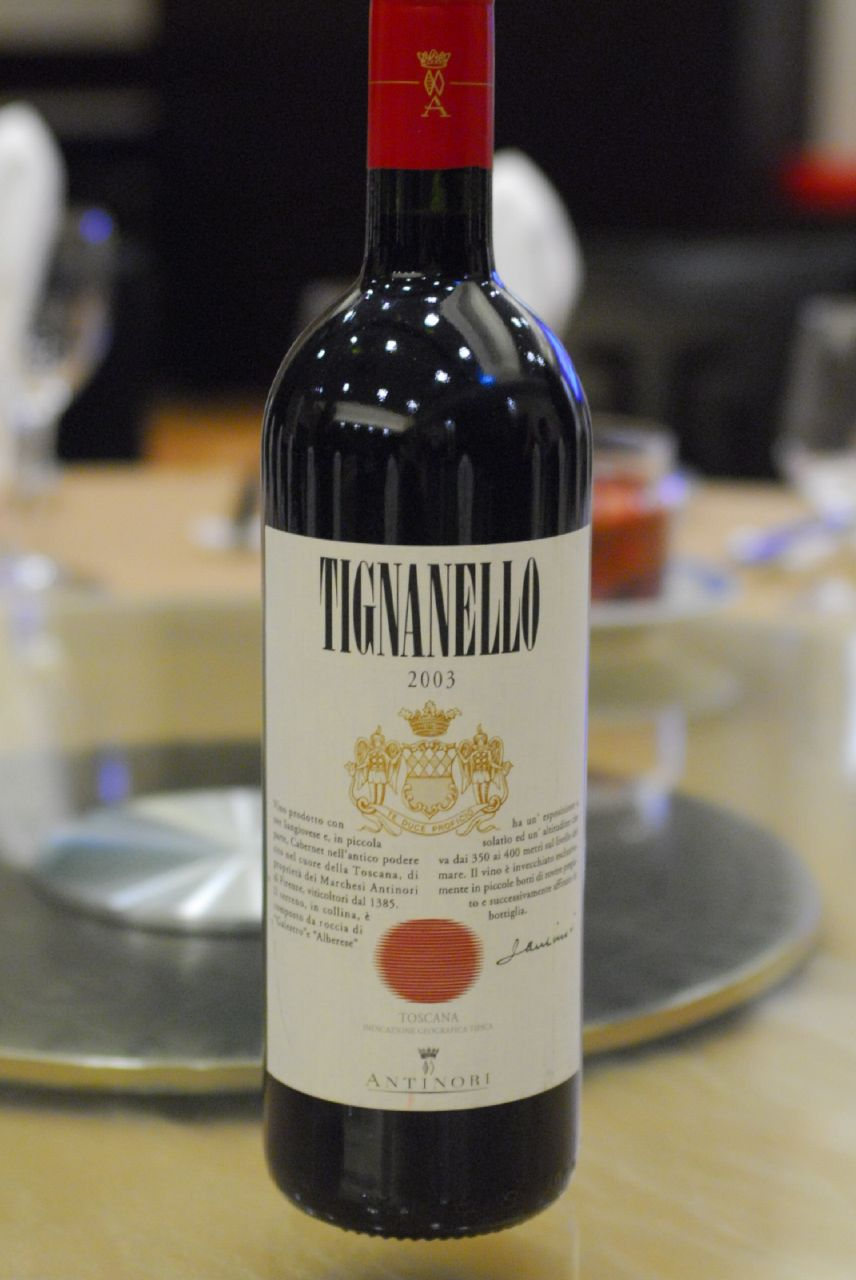
Eine Flasche Tignanello

Der Tignanello ist ein Rotwein aus der Toskana. Er entstand in den frühen 1970er Jahren unter der Regie von Marchese Piero Antinori und seines Önologen Giacomo Tachis (1933–2016). Der Tignanello gilt als innovativer Wegbereiter der modernen italienischen Spitzenweine, der sogenannten Supertoskaner, und hat den italienischen Weinbau entscheidend geprägt. Der erste Jahrgang war 1971.

## Entwicklung
In den frühen 1970er Jahren experimentierten die Marchesi Antinori in der Kernzone des Chianti mit der klassischen Chianti-Rebsorte Sangiovese und verzichteten erstmals auf den damals noch für den Chianti Classico vorgeschriebenen Weißweinanteil. Da dies nicht den (DOC) Produktionsregeln für den Chianti Classico entsprach, durfte der sehr hochwertige Wein nur als Vino da Tavola, in der untersten Qualitätsstufe, angeboten werden.
Der Erfolg war dennoch sensationell, zumal die Marchesi auch Barriques einsetzen, was damals in Italien völlig unbekannt war. Ab 1975 wurden dann auch französische Rebsorten wie Cabernet Sauvignon und Cabernet Franc in die Cuvée (80 % Sangiovese, 15 % Cabernet Sauvignon und 5 % Cabernet Franc) integriert.
Der Tignanello war, gemeinsam mit dem Sassicaia, der Startschuss für die Modernisierung des italienischen Weinbaus gerade in der Toskana und hat zahlreiche Nachahmer gefunden. Noch heute stellt sich Antinori mit dem Tignanello (und anderen Top-Weinen) gegen das Reglement des Consorzio Vino Chianti Classico und vermarktet den Tignanello bewusst als Wein der Indicazione Geografica Tipica (IGT), also außerhalb der Klassifizierung des Chianti Classico DOCG.

## Lage
Der Wein wird ausschließlich aus Trauben der 57 Hektar großen Einzellage Tignanello produziert, die in 320 bis 380 Meter Seehöhe mit Südwest-Ausrichtung auf kalkhaltigem Boden liegt. Die Höhenlage liegt im Höhental Val di Pesa inmitten des Weinbaugebietes Chianti Classico DOCG, nahe dem Dorfe Montefiridolfi. Die Weinlage befindet sich im Besitz des Weingutes „Tenuta Tignanello“ der Familie Marchesi Antinori. Der Wein wird in diesem Weingut erzeugt, das sich unmittelbar am Fuß des Weinbergs Tignanello befindet.